# Light L6
Light L16 es una cámara portátil diseñada por la empresa californiana Light que posee una pantalla táctil de 5 pulgadas y tamaño similar al de un teléfono inteligente además de dieciséis diferentes objetivos. El propósito del producto es aprovechar la calidad conseguida con esas pequeñas dieciséis ópticas que le permiten a la cámara jugar con diferentes distancias focales: cinco lentes de 35 milímetros, otras cinco de 70 milímetros, y las seis restantes son de 150 milímetros.
Su funcionamiento consiste en realizar, una vez que el usuario presiona el botón obturador, diez fotografías todas en diferentes distancias focales. Tras esto, el software, de la cámara, que está basado en el sistema operativo Android M, fusiona dichas fotografías en una sola imagen de hasta 52 megapixeles. Aportando así una muy alta calidad y resolución de profundidad. Además de esto, también tiene la función de grabar en 4k y conectarse a una red wifi o bluetooth a través de a cual puede enviar los archivos creados a otros ordenadores o móviles. Por esto mismo, actualmente se está desarrollando una nube a la que subir los archivos accediendo a través de una aplicación enfocada tanto a iOS como a Android.
A su diseño se le suma la ayuda de la empresa Foxconn, quien ha invertido 25 millones de dólares en ella y es también conocida por llevar a cabo los diseños de iPhone.